# Ballet de Court

## Histórico
O Ballet de Court surgiu durante a alta renascença, na Itália. Tribunal bailes eram realizados pela nobreza dentro de palácios reais.

## Conceito
Sucessão de cenas, representadas, mimadas, recitadas e cantadas.

## Forma
A coreografia dividia-se em: entradas e grand-ballet ou apoteose final. O elemento narrativo era confiado a declamadores ou cantões que colocados nos bastidores dobravam os atores que estavam em cena. A ação dramática era suspensa para se ouvirem trechos musicais.

## Tipos de Ballet de Court
Ballet Comique: Uma dança que continha um tema ou histórias; o mais famoso foi Le Ballet Comique de la Reine, considerado o primeiro ballet.
Masque: Uma forma de música que enfatizou a palavra falada. Masque Inglaterra foi a primeira forma de tribunal bale.
Comédie Ballet: Uma dança unida com as palavras e a música. Muitas vezes contendo comédia. Foi criado durante o reinado de Luiz XIV da França.
BIBLIOGRAFIA
www.shvoong.com/humanities/arts-ballet-frenchcourt
www.dance.about.com/od/historyofdance